# Kurt Tallert

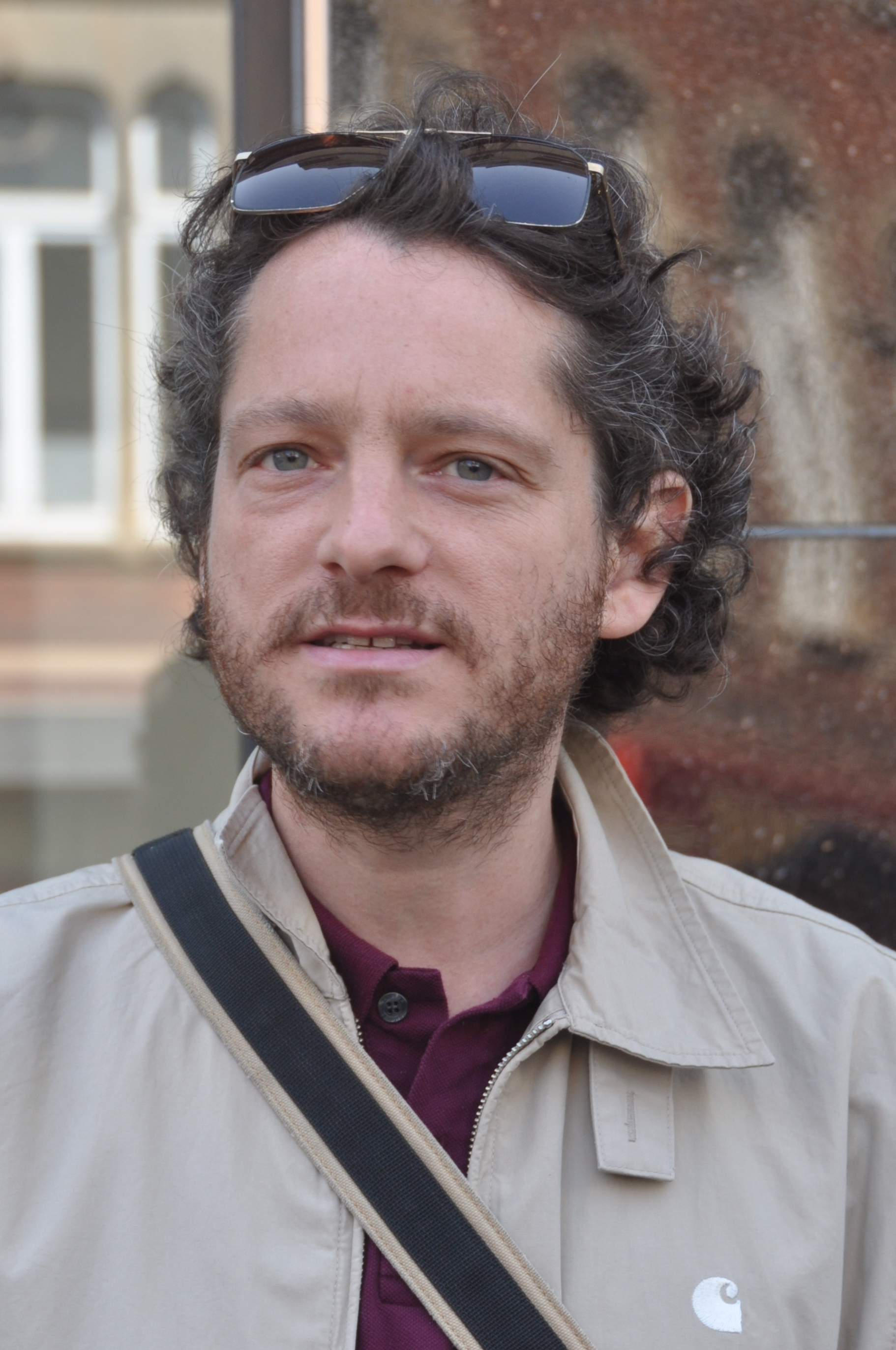
Kurt Tallert (2025)

Kurt Tallert (* 1986 in Bad Honnef) ist ein deutscher Autor und Musiker mit dem Künstlernamen Retrogott.

## Biographie
Kurt Tallert ist das jüngste von vier Geschwistern. Als er geboren wurde, war sein Vater Harry Tallert 58 Jahre alt; der Vater starb 1997, als der Sohn elf Jahre alt war. Tallert studierte Germanistik und Hispanistik in Aachen und Santiago de Chile. Seit 2009 ist er als Rapper unter dem Namen „Retrogott“ bekannt.
2024 veröffentlichte Tallert das Buch Spur und Abweg, in dem er die Verfolgungsgeschichte seiner Familie anhand von Erinnerungen, Notizen, Briefe und Fotos darstellt. Tallerts Vater, Harry Tallert, wurde als sogenannter „Halbjude“ in der Zeit des Nationalsozialismus verfolgt. Der Vater durfte als solcher nicht bei der Hitlerjugend mitmachen, träumte dennoch zwischenzeitlich davon, als „Ehrenarier“ anerkannt zu werden, bevor er zu Zwangsarbeit verpflichtet wurde. Nach dem Krieg wurde Tallert Politiker der SPD. Er war entsetzt über die Nichtaufarbeitung der NS-Zeit sowie über die Berufung ehemaliger Nazis in hohe Ämter und legte sich deshalb unter anderem mit Herbert Wehner an. Im Rahmen seiner Recherchen entdeckte Kurt Tallert, dass seine Großtante Hedwig, deren Tochter und deren Ehemann im Oktober 1942 nach Riga transportiert und dort ermordet wurden. Seine Urgroßmutter Berta starb in Auschwitz.
Im Juli 2025 wurde der in Köln lebende Tallert für sein Buch mit dem Uwe-Johnson-Förderpreis ausgezeichnet. Er belege in seinem Buch eindrucksvoll, „dass das Vergangene nicht tot ist, es ist nicht einmal vergangen“.

## Publikationen
- Kurt Tallert: Spur und Abweg. DuMont Buchverlag, 2024, ISBN 978-3-8321-6836-0.